# Campionati europei di ciclismo su strada 2011 - Gara in linea femminile Under-23
La gara in linea femminile Under-23 dei Campionati europei di ciclismo su strada 2011 è stata corsa il 16 luglio 2011 in Italia, con partenza ed arrivo da Offida, su un percorso totale di 124,2 km. La medaglia d'oro è stata vinta dalla russa Larisa Pankova con il tempo di 3h29'38" alla media di 35,54 km/h, argento alla bielorussa Alena Amjaljusik e a completare il podio l'olandese Lucinda Brand.
Partenza con 69 cicliste delle quali 42 completarono la gara.

## Squadre partecipanti
| N.    | Cod. | Squadra     |
| ----- | ---- | ----------- |
| 1     | AUT  | Austria     |
| 3     | BLR  | Bielorussia |
| 5-9   | BEL  | Belgio      |
| 12-19 | FRA  | Francia     |
| 20-28 | GER  | Germania    |
| 30-39 | ITA  | Italia      |
| 40-46 | LTU  | Lituania    |
| 47-57 | NLD  | Paesi Bassi |
| 59-61 | NOR  | Norvegia    |

| N.      | Cod. | Squadra  |
| ------- | ---- | -------- |
| 66      | POL  | Polonia  |
| 69-80   | RUS  | Russia   |
| 81-83   | SVN  | Slovenia |
| 86-88   | ESP  | Spagna   |
| 98-99   | SWE  | Svezia   |
| 100-102 | SUI  | Svizzera |
| 103-107 | UKR  | Ukraina  |
| 108     | BEL  | Belgio   |
| 109     | POL  | Polonia  |

## Ordine d'arrivo (Top 10)
| Pos. | Corridore            | Squadra     | Tempo    |
| ---- | -------------------- | ----------- | -------- |
| 1    | Larisa Pankova       | Russia      | 3h29'38" |
| 2    | Alena Amjaljusik     | Bielorussia | s.t.     |
| 3    | Lucinda Brand        | Paesi Bassi | s.t.     |
| 4    | Amélie Rivat         | Francia     | s.t.     |
| 5    | Valentina Scandolara | Italia      | a 1"     |
| 6    | Elisa Longo Borghini | Italia      | a 4"     |
| 7    | Tetjana Rjabčenko    | Ucraina     | a 8"     |
| 8    | Chantal Blaak        | Paesi Bassi | a 22"    |
| 9    | Jessie Daams         | Belgio      | a 33"    |
| 10   | Rossella Callovi     | Italia      | s.t.     |